# Toundra côtière du versant Nord de l'Alaska
La toundra côtière du versant Nord de l'Alaska regroupe deux écorégions terrestres de toundra du Nord de l'Alaska : la toundra côtière de l'Arctique et la toundra des contreforts de l'Arctique.
Elle forme une région écologique identifiée par le Fonds mondial pour la nature (WWF) comme faisant partie de la liste « Global 200 », c'est-à-dire considérée comme exceptionnelle au niveau biologique et prioritaire en matière de conservation.